# Vereinigung der Wirtschaftsarchivarinnen und Wirtschaftsarchivare
Die Vereinigung der Wirtschaftsarchivarinnen und Wirtschaftsarchivare e. V. (VdW) ist ein 1957 gegründeter Interessensverband der Wirtschaftsarchivare.

## Mitglieder
Zurzeit gehören der VdW über 400 korporative (Firmen-, Branchen- oder sonstige Wirtschaftsarchive) und persönliche Mitglieder aus Deutschland und dem deutschsprachigen Ausland an.

## Aufgaben der Vereinigung
Die VdW vertritt die Interessen der Wirtschaftsarchive sowie der Wirtschaftsarchivarinnen und Wirtschaftsarchivare, berät Unternehmen bei der Neueinrichtung von Archiven sowie bei sonstigen archivfachlichen Fragen und fördert Forschungen zur Unternehmens- und Wirtschaftsgeschichte. Zu wichtigen archivrelevanten Themen, wie zum Beispiel der elektronischen Archivierung, existieren in der VdW spezielle fachliche und regionale Arbeitskreise, die ihre Arbeitsergebnisse zum Teil auch auf der Homepage der VdW publizieren. Einmal jährlich führt die VdW eine mehrtägige Arbeitstagung zu aktuellen fachspezifischen Themen durch. Seit 1967 gibt die Vereinigung die vierteljährlich erscheinende Zeitschrift Archiv und Wirtschaft mit bisher rund 2.500 Beiträgen heraus; die Inhaltsverzeichnisse der neueren Ausgaben und einzelne Beiträge sind auf der Homepage der VdW einsehbar.
Die VdW bietet auch Aus- und Weiterbildungsmaßnahmen für Archivarinnen und Archivare an.

## Preis für das Wirtschaftsarchiv des Jahres
Seit 2001 verleiht die VdW auf ihrer Jahrestagung die Auszeichnung Wirtschaftsarchiv des Jahres für herausragende Leistungen auf dem Gebiet der historischen Unternehmenskommunikation. Die geehrten Wirtschaftsarchive haben besonders innovative Wege beschritten, um in ihrem Unternehmen und zum Teil auch darüber hinaus zum Beispiel durch Projekte, Publikationen oder Veranstaltungen das Bewusstsein für die Unternehmensgeschichte zu stärken.
Die Preisträger seit 2001:
- 2001: Staatliche Porzellanmanufaktur Meißen
- 2002: Bergbau-Archiv in Bochum
- 2003: Wissenschaftsförderung der Sparkassen-Finanzgruppe e. V. Bonn
- 2004: ThyssenKrupp Konzernarchiv in Duisburg
- 2006: Siemens-Archiv und Historisches Archiv Krupp in Essen (zwei erste Preise)
- 2007: Historisches Archiv des Ostdeutschen Sparkassenverbands
- 2008: Bayerische Hypo- und Vereinsbank AG
- 2009: Framus Archiv und Museum
- 2010: IndustrieFilm Ruhr
- 2012: Unternehmensarchiv der Freudenberg & Co. KG
- 2013: Jubiläumsservice der Abteilung Corporate History & Archives des Bayer-Archivs
- 2014: Berlin-Brandenburgisches Wirtschaftsarchiv
- 2015: SBB Historic
- 2016: Archiv von Hannover 96
- 2018: Konzernarchiv der Evonik Industries AG
- 2021: Corporate & Brand Archives der Beiersdorf AG
- 2023: Historische Kommunikation der Robert Bosch GmbH